# 2017年世界水泳選手権アイスランド選手団
2017年世界水泳選手権アイスランド選手団は、2017年7月14日から7月30日までハンガリーのブダペストで開催された第17回世界水泳選手権のアイスランド選手団、およびその競技結果。

## 選手団
- 人員: 選手 3人

## 選手名簿・結果
| 選手                                   | 種目               | 予選      | 予選 | 準決勝   | 準決勝   | 決勝       | 決勝       |
| 選手                                   | 種目               | 結果      | 順位 | 結果     | 順位     | 結果       | 順位       |
| -------------------------------------- | ------------------ | --------- | ---- | -------- | -------- | ---------- | ---------- |
| ブリンディス・ハンセン                 | 女子50mバタフライ  | 27秒15    | 31位 | 予選敗退 | 予選敗退 | 予選敗退   | 予選敗退   |
| ブリンディス・ハンセン                 | 女子100m自由形     | 56秒11    | 30位 | 予選敗退 | 予選敗退 | 予選敗退   | 予選敗退   |
| ブリンディス・ハンセン                 | 女子100mバタフライ | 1分01秒32 | 32位 | 予選敗退 | 予選敗退 | 予選敗退   | 予選敗退   |
| インギビョルグ・ヨウンスドッティル     | 女子50m自由形      | 26秒24    | 41位 | 予選敗退 | 予選敗退 | 予選敗退   | 予選敗退   |
| インギビョルグ・ヨウンスドッティル     | 女子50m背泳ぎ      | 28秒53    | 26位 | 予選敗退 | 予選敗退 | 予選敗退   | 予選敗退   |
| フラプンヒルドゥル・ルテルスドッティル | 女子50m平泳ぎ      | 30秒88    | 11位 | 30秒71   | 10位     | 準決勝敗退 | 準決勝敗退 |
| フラプンヒルドゥル・ルテルスドッティル | 女子100m平泳ぎ     | 1分07秒54 | 18位 | 予選敗退 | 予選敗退 | 予選敗退   | 予選敗退   |